# حملة ماريلاند
حدثت حملة ماريلاند (أو حملة أنتيتام) في الفترة من 4 إلى 20 سبتمبر عام 1862 أثناء الحرب الأهلية الأمريكية. صُد الغزو الأول للجنرال الكونفدرالي روبرت إي لي للشمال من قبل جيش بوتوماك بقيادة الميجور جنرال جورج بي ماكليلان، الذي تحرك لاعتراض لي وجيشه في شمال فيرجينيا وهاجمها في النهاية بالقرب من شاربسبورج في ولاية ماريلاند. كانت معركة أنتيتام الناتجة أكثر المعارك دموية في يوم واحد في التاريخ الأمريكي.
بعد فوزه في حملة فيرجينيا الشمالية، انتقل لي شمالًا مع 55 ألف رجل عبر وادي شيناندواه ابتداءً من 4 سبتمبر 1862. كان هدفه إعادة إمداد جيشه خارج مسرح فيرجينيا الذي مزقته الحرب وإلحاق الضرر بالمعنويات الشمالية تحسبًا لانتخابات نوفمبر. بدأ بالمناورة المحفوفة بالمخاطر المتمثلة في تقسيم جيشه حتى يتمكن من المتابعة شمالًا إلى ماريلاند بينما يستولي في نفس الوقت على الحامية الفيدرالية والترسانة في هاربرز فيري. وجد ماكليلان بالصدفة نسخة من أوامر لي إلى القادة المرؤوسين وخطط لعزل وهزيمة الأجزاء المنفصلة من جيش لي.
بينما حاصر اللواء الكونفدرالي ستونوول جاكسون هاربرز فيري وقصفه وأسره (من 12 حتى 15 سبتمبر)، حاول جيش ماكليلان المكون من 102 ألف رجل التحرك بسرعة عبر ممرات الجبل الجنوبي التي فصلته عن لي. أخرت معركة ساوث ماونتين في 14 سبتمبر تقدم ماكليلان وأتاحت للي وقتًا كافيًا لتركيز معظم جيشه في شاربسبورج. كانت معركة أنتيتام (أو شاربسبورج) في 17 سبتمبر أكثر الأيام دموية في تاريخ الجيش الأمريكي، مع أكثر من 22 ألف ضحية. حرك لي، الذي كان يفوق خصمه بضعف العدد قواته الدفاعية لتفادي كل ضربة هجومية، لكن ماكليلان لم ينشر أبدًا كل احتياطيات جيشه للاستفادة من النجاحات المحلية وتدمير الكونفدراليات. في 18 سبتمبر، أمر لي قواته بالانسحاب عبر نهر بوتوماك وفي 19-20 سبتمبر، أنهت المعارك التي قام بها حارس لي الخلفي في شيفيردستاون الحملة.
على الرغم من أن أنتيتام كان تعادلًا تكتيكيًا، لكنه يعني أن الاستراتيجية وراء حملة ماريلاند التي قام بها لي قد فشلت. استخدم الرئيس أبراهام لنكولن انتصار الاتحاد هذا كمبرر للإعلان عن إعلان تحرير العبيد، والذي أنهى فعليًا أي تهديد بالدعم الأوروبي للكونفدرالية.

## خلفية

### الوضع العسكري
كانت بداية عام 1862 بداية جيدة لقوات الاتحاد في المسرح الشرقي. غزا جيش جورج بي ماكليلان في بوتوماك شبه جزيرة فيرجينيا خلال حملة شبه الجزيرة، وبحلول يونيو وصل إلى بعد أميال قليلة خارج العاصمة الكونفدرالية في ريتشموند. ولكن عندما تولى روبرت إي لي قيادة جيش فرجينيا الشمالية في الأول من يونيو، انعكست القوى. حارب لي ماكليلان بقوة في معارك الأيام السبعة. فقد ماكليلان أعصابه وتراجع جيشه في شبه الجزيرة. ثم قاد لي حملة شمال فيرجينيا حيث تغلب على اللواء جون بوب وجيش فرجينيا وهزمه، وأهمها معركة بول ران الثانية (ماناساس الثانية). يمكن اعتبار حملة لي في ماريلاند الجزء الختامي من هجوم صيفي متصل منطقيًا، وثلاثي الحملات، ضد القوات الفيدرالية في المسرح الشرقي.
عانى الكونفدراليون من خسائر بشرية كبيرة في أعقاب الحملات الصيفية. ومع ذلك، قرر لي أن جيشه مستعد لتحدٍ كبير هو غزو الشمال. كان هدفه هو الوصول إلى الولايات الشمالية الكبرى في ماريلاند وبنسلفانيا، وقطع خط سكة حديد بالتيمور وأوهايو الذي زود واشنطن العاصمة، وهددت تحركاته واشنطن وبالتيمور، وذلك «لإزعاج العدو ومضايقته».
أدت العديد من الدوافع إلى قرار لي بشن غزو. أولًا، كان بحاجة إلى إمداد جيشه وكان يعلم أن مزارع الشمال لم تمسها الحرب، على عكس تلك الموجودة في فرجينيا؛ فقد كان من المحتمل أن تحريك الحرب شمالًا قد يخفف من الضغط على فرجينيا. ثانيًا، كانت قضية معنويات الشمال، فقد عرف لي أن الكونفدرالية لم يكن عليها أن تربح الحرب بهزيمة الشمال عسكريًا. فهو يحتاج فقط إلى جعل سكان الشمال والحكومة غير راغبين في مواصلة القتال. مع اقتراب موعد انتخابات الكونغرس عام 1862 في نوفمبر، اعتقد لي أن الجيش الغازي الذي يخرب في الشمال يمكن أن يقلب ميزان الكونغرس لصالح الحزب الديمقراطي، مما قد يجبر أبراهام لنكولن على التفاوض لإنهاء الحرب. أخبر رئيس الكونفدرالية جيفرسون ديفيس في رسالة مؤرخة في 3 سبتمبر أن العدو «ضعيف جدًا ومُحبط».
كانت هناك أسباب ثانوية أيضًا. قد يكون الغزو الكونفدرالي قادرًا على التحريض على انتفاضة في ولاية ماريلاند، خاصة أنها كانت ولاية متمسكة بالرقيق، والعديد من مواطنيها يتخذون موقفًا متعاطفًا تجاه الجنوب. كان يعتقد بعض السياسيين الكونفدراليين، بما في ذلك جيفرسون ديفيس، أن احتمال الاعتراف الأجنبي بالكونفدرالية سيكون أقوى من خلال الانتصار العسكري على الأراضي الشمالية، ولكن لا يوجد دليل على أن لي اعتقد أن الجنوب يجب أن يبني خططه العسكرية على هذا الاحتمال. ومع ذلك، تسببت أخبار الانتصار في معركة بول رن الثانية وبداية غزو لي في نشاط دبلوماسي كبير بين الولايات الكونفدرالية وفرنسا والمملكة المتحدة.
بعد هزيمة البابا في معركة بول رن الثانية عاد الرئيس لينكولن على مضض إلى جورج ب. ماكليلان، الذي أصلح مشاكل الجيش مسبقًا بعد الهزيمة في معركة بول رن الأولى (أو معركة ماناساس الأولى). كان يعلم أن ماكليلان كان منظمًا قويًا ومدربًا ماهرًا للقوات، وكان قادرًا على إعادة توحيد وحدات جيش البابا مع جيش بوتوماك أسرع من أي شخص آخر. في 2 سبتمبر، عين لينكولن ماكليلان لقيادة «تحصينات واشنطن، وجميع القوات للدفاع عن العاصمة». كان التعيين مثيرًا للجدل في مجلس الوزراء، فقد وقّع معظمهم على عريضة تعلن للرئيس «رأينا المتعمد أنه، في هذا الوقت، ليس من الآمن تكليف اللواء ماكليلان بقيادة أي جيش للولايات المتحدة». اعترف الرئيس بأن الأمر يشبه «معالجة العضة بشعرة من الكلب». لكن قال لينكولن لسكرتيره، جون هاي «يجب أن نستخدم الأدوات التي لدينا. لا يوجد رجل في الجيش يمكنه إدارة هذه التحصينات وتجميع قواتنا مثله. إذا لم يستطع القتال بنفسه، فهو يبرع في جعل الآخرين مستعدين للقتال».